# Пакистан на летних Олимпийских играх 1956
Пакистан принимал участие в Летних Олимпийских играх 1956 года в Мельбурне (Австралия) в третий раз за свою историю, и завоевал одну серебряную медаль.

## Серебро
- Хоккей на траве, мужчины.